# Insolvenčni postopek
Insolvenčni postopki so postopki, ki se vodijo zoper tiste gospodarske in druge subjekte, ki so postali prezadolženi ali dalj časa plačilno nesposobni. 
Insolvenčni postopki so bili v slovenskem pravu urejeni predvsem v Zakonu o finančnem poslovanju podjetij, v Zakonu o prisilni poravnavi, stečaju in likvidaciji ter Zakonu o gospodarskih družbah. Po novem pa je področje urejeno predvsem z Zakonom o finančnem poslovnaju, postopkih zaradi insolventnosti in prisilnem prenehanju (ZFPPIPP). Novi zakon podobno kot primerljiva zakonodaja ureja tudi osebni stečaj in stečaj zapuščine.
Določena vprašanja, vezana na insolvenčne postopke, so urejena tudi v Zakonu o delovnih razmerjih, Slovenskih računovodskih standardih, davčnih predpisih in podobno.
Insolvečni postopki po slovenskem pravu so: stečajni postopek, prisilna poravnava in likvidacija.
V primerjalnem pravu vse več držav (npr. Nemčija, Hrvaška, Španija) pozna samo še en insolvenčni postopek, ki se lahko glede na konkretne okoliščine primera konča s prodajo in unovčenjem dolžnikovega premoženja ter njegovim prenehanjem ali pa z delno ali popolno ohranitvijo podjetja. Po drugi strani pa nekatere države poznajo tudi več kot tri insolvenčne postopke. Tipičen primer je angleško pravo, ki pozna vrsto različnih insolvenčnih postopkov.